# Pont de les Bruixes
El Pont de les Bruixes és una obra d'Osor (Selva) inclosa a l'Inventari del Patrimoni Arquitectònic de Catalunya.

## Descripció
És un pont antic ubicat sobre la riera de la Grevolosa o Gironella, de mida relativament petita i un sol arc de mig punt. Un pont que té com a matèria primera dos materials, com són els blocs de pedra totalment irregulars i sense desbastar i treballar i els còdols de riu lligats amb morter de calç.
Pel que fa a les seves dimensions, el pont té una llargada aproximada d'uns 15 metres i una alçada màxima d'uns 3 metres sobre la riera i no disposa de baranes. Quant a l'arc de mig punt la relació entre la llum (amplada) i la sageta (alçada) és bastant proporcional i equilibrada, sense que cap de les dues s'impossi per sobre de l'altra.
L'estat de conservació del pont és bastant deficient com així ho acrediten diversos factors, des de la parcial desaparició d'un dels estreps del pont, passant pel paviment completament irregular i perillós ple d'herbes i malícies i fins a arribar al fet que el pont ha perdut la seva funció primigènia, ja que en l'actualitat es troba totalment en desús, provocat en part per la pèrdua del camí del qual formava part.

## Història
La Riera d'Osor neix entre els termes d'Espinelves i Sant Hilari Sacalm per la unió de la riera Gran, que prové del Pla de les Arenes, a uns 1.060 metres, amb aigua del torrent de Muntanyeta, del xaragall del Pla Esteve i del torrent de la Gobarra, el Coll, Sant Gregori i dels septentrionals de Sant Miquel, Llavanyes i Santa Bàrbara. Té afluents com la riera del Masquintà, la del Carbonell, la de la Maduixa, la de les Ribes o Noguerola, la Gironella o Grevolosa i la de can Pallaringa, a part de molts torrents, rierols i sots.
Quan la riera ha iniciat la seva cursa, corre amb força cap a la vall d'Osor tot fent un recorregut per un congost estret i molt inaccessible, voltat de penyals i d'un espessa vegetació, circumstància que permet la formació de salts d'aigua. Des d'Osor, baixa més calmada, dibuixant sinuosos meandres fins a unir-se amb el Ter. El seu tram total és d'uns vint-i-cinc quilòmetres, entre Sant Hilari i el pont que separa Anglès i la Cellera.
La riera no és gaire llarga, però els seus recursos han estat aprofitats al llarg del temps; regatge dels cultius, moure rodes de molí, fer electricitat i per la indústria tèxtil i minera.